# Kienhorstgraben 613
Der Kienhorstgraben 613 ist ein Meliorationsgraben und rechter Zufluss des Strassgrabens in Brandenburg.
Der Graben beginnt auf einer landwirtschaftlich genutzten Fläche nordöstlich von Hennickendorf, einem Ortsteil der Gemeinde Nuthe-Urstromtal und fließt anschließend auf einer Länge von rund 2,7 km in östlicher Richtung auf den Wohnplatz Forsthaus Märtensmühle zu. Kurz vor dem Wohnplatz schwenkt er bogenförmig zunächst in östlicher, später in nördlicher Richtung ab und verläuft anschließend rund 320 m in nordnordöstlicher Richtung. Anschließend entwässert er auf einer ebenfalls landwirtschaftlich  genutzten Fläche südlich von Schönhagen, einem Ortsteil der Stadt Trebbin, in den Strassgraben.